# Hylemera mabillei
Hylemera mabillei är en fjärilsart som beskrevs av Pierre E.L. Viette 1970. Hylemera mabillei ingår i släktet Hylemera och familjen mätare. Inga underarter finns listade i Catalogue of Life.